# Biela voda (přítok Dunajce)
Bílá voda (polsky Białka nebo Biała Woda) je řeka na Slovensku a v Malopolském vojvodství v Polsku odvodňující severovýchodní část Vysokých Tater.

## Tok řeky
Řeka vzniká soutokem Zeleného potoka a Litvorového potoka na prahu Kačací doliny ve výšce kolem 1420 m. Od soutoku s Rybím potokem tvoří státní hranici mezi Slovenskem a Polskem až po soutok s Javorinkou, kde území Slovenska opouští. Dále teče na sever vedle obcí Brzegi (Brehy), Jurgow (Jürg), Bukowina Tatranska, Nowa Biała (Nová Belá), Krempachy a Fredman, aby se u Debna vlila do Dunajce. Pod Krempachy vytváří Průlom Bílé vody (polsky Przełom Białki), který je státní přírodní rezervací.
Název Bílá voda pochází z bíle zpěněné ledové horské vody a bílých štěrků, které tvoří tok řeky. Řeka má sněžný režim odtoku, s maximem průtoků během jarního tání sněhu (květen). Horní část toku má bystřinný charakter.
Bílá voda odvodňuje Bielovodskou dolinu, jejíž historický název byl Podúplazská dolina. Tento název přešel na dolinu i potok jako pars pro toto z historického pojmenování Zadní kopy jako Malého Úplazu prostřednictvím Podúplazné polany, kde stávaly salaše pastýřů z Polské Spiše. Původní název Podúplazský potok (německy Poduplazsker Bach nebo maďarsky Poduplaszki Patak) se ještě vyskytuje v ročence MKE 1877.
Řeka tvoří přirozenou hranici mezi Polskou Spiší a Podhale.
Tok Bílé vody do 16. století obtékal obec Nowa Biała (Nová Belá) po hranici jejího katastru ze západní strany pod Tisovou skálu. Po velké povodni však Bílá voda změnila směr toku a vytvořila nové koryto Průlomem Bílé vody, mezi Oblazovou skálou a Kramlicou, mezi spišskými obcemi Novou Bělou a Krempachy, přičemž Novou Belou nechala na svém levém břehu. Geografická hranice Polské Spiše však v tomto úseku zůstala na původním korytě viz mapa.

Region Polská Spiš

Název obce Krempachy - původně německy Krumbach - točitý potok je podle některých autorů odvozován od točícího se meandru před Oblazovou skálou a Kramlicou, která dříve odrážela směr toku řeky k západní hranici katastru Nové Belé. Od r. 1771 po rozpadu Polska a připojení jeho jižní části k Rakousku v rámci rakousko-uherské monarchie až do r. 1918 byla Bílá voda (vyjma úseku změněného toku kolem Nové Belé), hranicí mezi Spiší a Podhalím a tím zároveň i hranicí mezi Predlitavskem - Galicií (tj. Rakouskem) a Zalitavskem - Uherskem. Po rozpadu rakousko-uherské monarchie se řeka stala hranicí mezi Československem a Polskem (1918 - 1920).
Po r. 1920 do r. 1938, kdy Konference velvyslanců do Polska včlenila 14 obcí ze Spiše a 12 obcí z Oravy, byla hranicí mezi Polskem a Československem jen Bílá voda v úseku od Rybího potoka v nadmořské výšce 1 075 m po soutok s Javorinkou v nadmořské výšce 824 m.
V letech 1939 až 1945 se hranice vrátila do stavu před rokem 1920 a Bílá voda byla hranicí mezi Slovenskem a Německou říší až po Dunajec. Od července 1945 se hranice vrátila na stav platný v letech 1920 až 1938. I po rozpadu ČSFR je tato, nyní slovenská hranice nezměněna a probíhá Bílou vodou jen po soutok s Javorinkou.

## Splavnost
Bílá voda je splavná od soutoku s Javorinkou. Za vyššího stavu vody je splavná i kaskáda od celnice Lysá Poľana (WW IV +)

### Obtížnost Bílé vody
- Celnice Lysa Poľana - soutok s Javorinkou - WW IV +
- Soutok s Javorinkou - Jurgów = WW III
- Jurgow - ústí = WW I-II

### Nebezpečná místa
- Železa pod mostem v Jurgówě
- Možnost padlých stromů

### Zajímavá místa
- Přírodní prahy o výšce max 1 m
- Průlom Bílé vody

## Města na Bílé vodě
Bílá voda protéká přes následující města a vesnice:
- Jurgów
- Brzegi
- Czarna Góra
- Białka Tatrzańska
- Trybsz
- Krempachy
- Dębno
- Fridman
- Nowa Biała